# Eulithis lutea
Eulithis lutea är en fjärilsart som beskrevs av Embrik Strand 1900. Eulithis lutea ingår i släktet Eulithis och familjen mätare. Inga underarter finns listade i Catalogue of Life.